# 鍬入れ

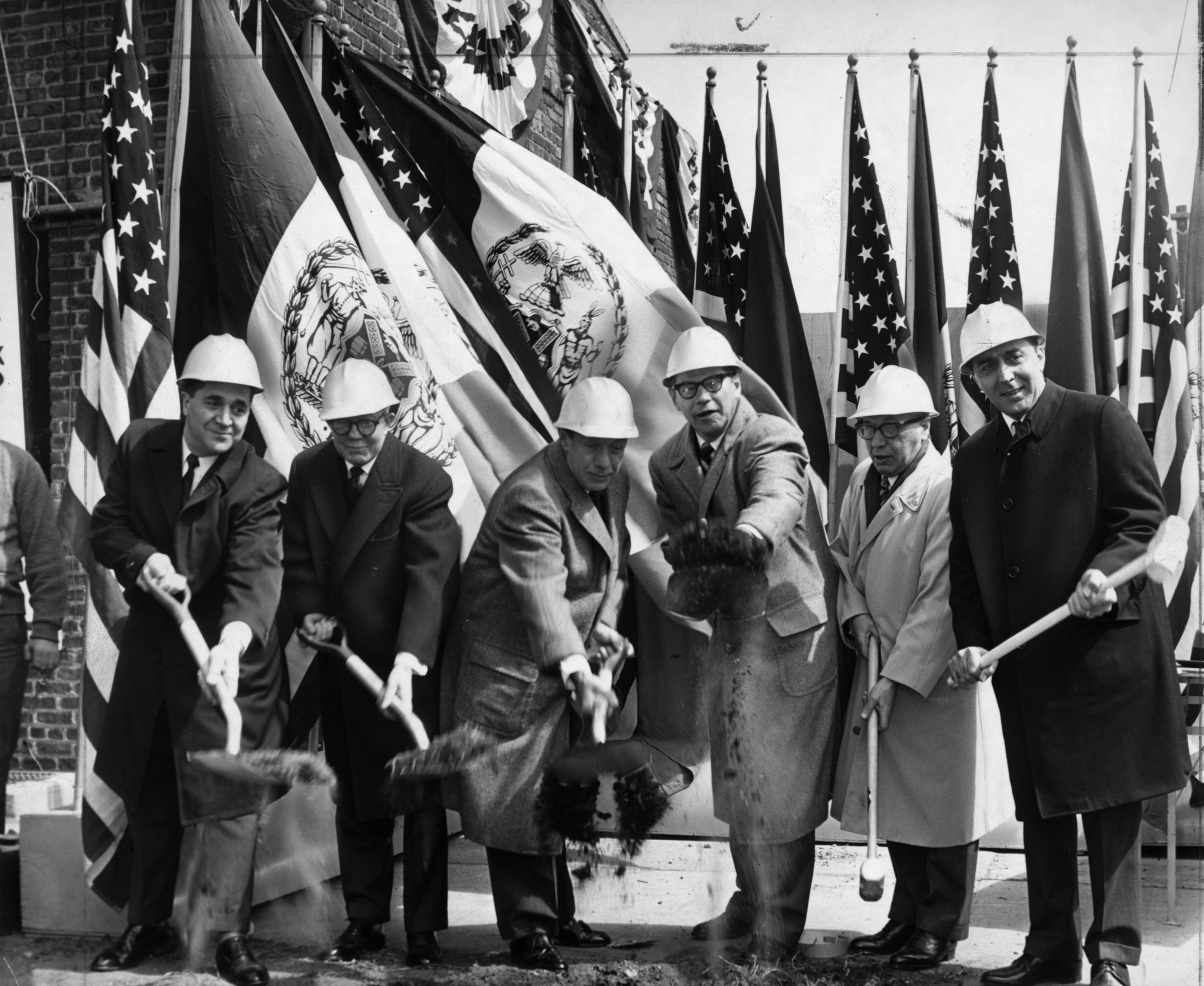
ニューヨーク市ハンツポイント市場の起工式（1962年）

建設工事において鍬入れ（くわいれ）とは、建物などのプロジェクトの建設初日を祝う伝統的な儀式である。重要な土木工事の起工式（きこうしき）に、施主や工事責任者などが盛り土を鍬やシャベルで崩す。同様の儀式は世界中にあり、政治家やビジネスマンなどの要人が出席し、国家事業級の工事では国家元首が行なうこともある。使用される実際の鍬やシャベルは、多くの場合、儀式用のものであり、後で展示保存することを目的として金に着色されたり刻印がなされたりしていることもある。

## ギャラリー

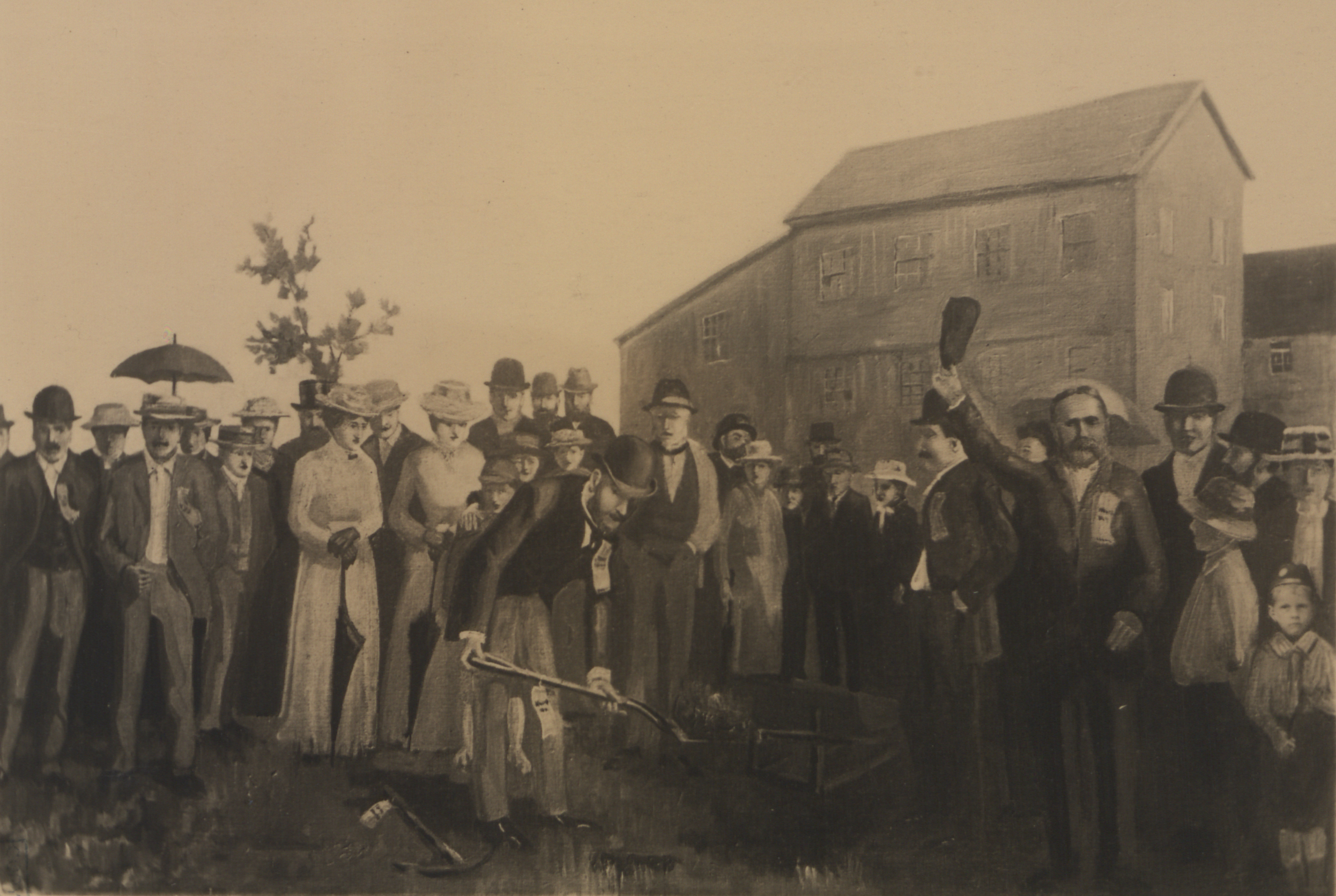
1890年、スーセントマリー運河の起工式。産業用電力の分配を目的にカナダで最初に建設された公営運河である。
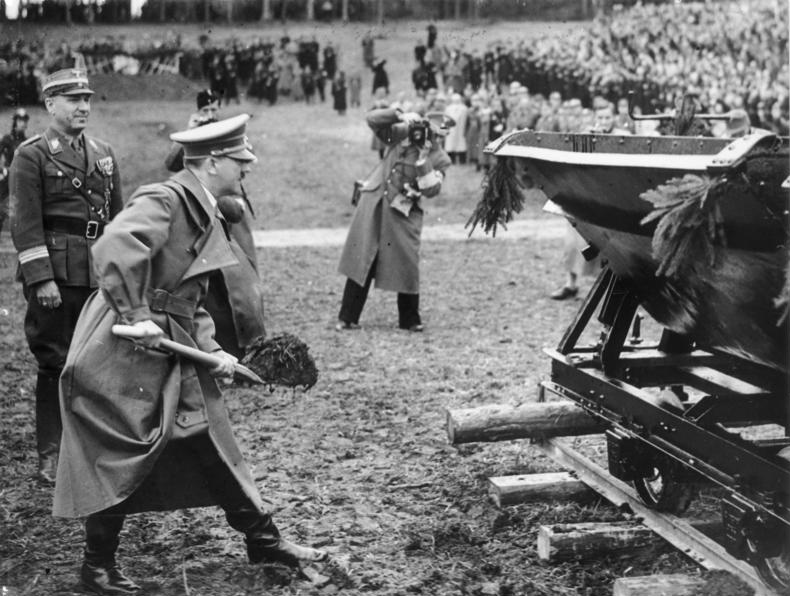
1938年、ザルツブルクのアウトバーン起工式のヒトラー。
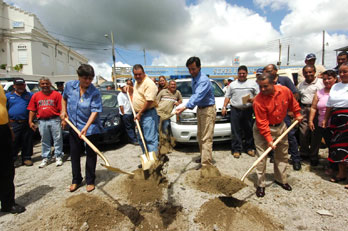
プエルトリコのヤブコア市市長らとともに、起工式に参加するルイス・フォルトゥーニョ常駐代表。